# Loïc Falquero
Loïc Falquero, né le 9 novembre 1971 à Lorient (Morbihan), est un footballeur français, qui évolue au poste de milieu de terrain.
Après une carrière dans son club formateur, le FC Lorient, Loïc Falquero a pris en main plusieurs équipes amateurs bretonnes en tant qu'entraîneur joueur, jusqu'en 2011.

## Biographie
Loïc Falquero dispute 69 matchs en Division 2 avec le club du FC Lorient, avec notamment 43 titularisations.

## Palmarès
- Championnat de France de National 1
  - Vainqueur : 1995